# 河西橋
河西橋（かせいばし）は、和歌山県和歌山市にある、一級河川紀の川に架かる全長473メートルの道路橋である。同市西蔵前丁と同市北島を結ぶ和歌山市道市駅湊線の歩行者・二輪車専用橋梁で、形式は鋼単純合成床版橋、鋼3径間連続非合成箱桁橋2連、鋼単純合成床版橋の組み合わせである。当初は加太軽便鉄道が建設した鉄道橋の紀ノ川橋梁であったものを道路橋に転用した橋が用いられていたが、2025年に架け替えられた。

## 歴史

### 鉄道橋としての架設
本橋梁は元々、南海加太線の前身である加太軽便鉄道が紀ノ川橋梁（きのかわきょうりょう）として建設した。加太軽便鉄道は、1910年（明治43年）8月4日に設立され、1912年（明治45年）6月16日に和歌山口 - 加太間で営業を開始したが、この時点の和歌山口駅は紀ノ川の右岸の北島に位置していた。
1913年（大正2年）4月5日に当局から南海鉄道（後の南海電気鉄道）の和歌山市駅構内までの延伸を免許されると、加太軽便鉄道は10万円の増資を行ったうえで、1914年（大正3年）2月15日に紀ノ川橋梁の起工式をおこなった。8月5日には橋脚が完成、9月7日に橋桁の架設も完成し、9月15日に竣工式を実施した上で9月17日に試運転を実施して9月23日に開通となった。
紀ノ川橋梁の構造は、1913年（大正2年）9月5日に会社が当局に提出し同年10月13日に監第2196号として認可された当初の工事施行認可申請書では、直径6インチ（約15.24cm）の鋼鉄製の管の先にスクリューを取りつけたスクリューパイルを河底にねじ込んで建て、3本のスクリューパイルを横に並べたものを互いに連結して1組の橋脚とし、これを31組並べ、また別に松の丸太4本を1組にした橋脚28組を並べて、全長20フィート（約6.1m）および40フィート（約12.2m）の橋桁を架設するものであった。橋の長さは1,768.4フィート（約539m）で工事予算59,641.699円とされていた。
このような木造の橋脚を用いた鉄道橋は、日本の鉄道開業時の六郷川橋梁のように本格的な鉄道に用いられた事例もあったが、数年で錬鉄製の橋に架け替えられており、以降は木造の鉄道橋は仮設や応急としてのみ用いられた。また六郷川橋梁の構造に比べても紀ノ川橋梁の木造橋脚は簡素なものであった。紀ノ川橋梁の鋼管の橋脚についても接合部が鋳物とされており、濃尾地震の際に長良川橋梁で折損した事例があることから、国有鉄道では用いられなくなった構造であった。このように強度上のリスクの高さが明白な構造にも関わらず認可されたのは、規制を緩和し、財政的にも支援して、民間資本による鉄道整備を促進する政府の軽便鉄道政策によるものと指摘されている。
しかし実際にはこの設計で施工されることはなかった。書類が残されていないため詳細は不明だが、橋の起工式の後にも当局と鉄道会社の間で設計認可に関する文書がやり取りされた形跡があり、これは橋の設計の全面変更に関するものと推測されている。起工後に設計の全面変更が認可され、最後の変更認可は橋の完成より後であるなど、文書上の辻褄を合わせていない形であるが、当局も全て承知の上で強度上の問題のある構造を変更したものと推察されている。
実際に建設された橋については、当時の新聞報道などから、橋桁の数は全部で34連あり、長さ80フィート（約24.4m）のものを9連、40フィート（約12.2m）のものを25連架設した。この橋桁はドイツ製のものであった。橋脚は石を一部に使った煉瓦積みで内部にはコンクリートを詰めていた。流水部の橋脚10基についてはセメントコンクリートブロック製の井筒を沈下させた基礎を用いていた。この基礎は流水に対する水切りとして上流側に尖らせた五角形の断面となっており、総工費は約69,000円であった。総延長は1769.4フィート（約539.3m）であった。軸重の制限は、1926年（大正15年）の緩和を受けても1軸7tとされていた。これは当時普及しつつあった自重11t、荷重15tの大型の貨車では荷重を大きく制限しなければ橋を通行できず、貨車の大型化が進展しつつあった時代に最初から対応できていなかった。

### 鉄道橋としての運用
開通間もない1915年（大正4年）5月11日に、強風のために列車が橋から転落する事故が発生した。機関車（10トン）、緩急車（4t）、2両の客車（5t）の編成の和歌山口6時発の列車が強風により30分遅れて6時30分に出発したところ、風速21mの風により軽い緩急車から脱線し、続いて客車、機関車の順で4両とも川に転落した。乗客はいなかったが、乗員4人が負傷した。
前述のように、紀ノ川橋梁は当初から荷重に対して余裕がなく、鉄道省や南海鉄道と直通する貨車の運用に制約を抱えていた。また軸重7tへの緩和に際しては、監督当局から橋梁の補強を求められており、暫定認可されていた。そこで加太軽便鉄道では、橋梁の補強策を検討していた。
1917年（大正6年）9月30日に紀ノ川の洪水が発生し、これを契機に長年の懸案であった紀ノ川の河川改修事業が内務省直轄で1923年（大正12年）から開始されることになった。これにより、紀ノ川橋梁付近では左岸側は堤防を嵩上げし、右岸側は旧堤防の南側（流水部側）に新堤防を建設することになった。こうして加太軽便鉄道は、橋梁の補強と河川改修対応を同時に迫られることになり、併せて電化も計画することになった。しかし補強については結局実施できなかったと見られている。
電化に伴い、1930年（昭和5年）12月22日に加太軽便鉄道は加太電気鉄道と会社名を改めた。
河川改修以前は、橋の左岸（南東）側は右岸（北西）側より80cmほど低かったと推定されている。左岸側の堤防の嵩上げに対応するために、運休することなく橋を持ち上げられる方法が検討され、実際の橋脚の構造から、橋脚をジャッキアップした上でその下にあらかじめ作成した楕円形のコンクリートブロックを、嵩上げ材として挿入する工事が行われたと推測されている。しかし、嵩上げ材はただ基礎と橋脚の間に挟み込んだだけで接合はされていない上に、嵩上げ材から元の橋脚の石材が外側にはみ出した部分もあるなど、その工事は相当杜撰であった。
右岸側については、旧堤防より南側（流水部側）に新堤防が建設されることになったことから、新堤防に接する従来の橋脚の位置に新たに橋台が建設され、橋桁1連分の幅の新堤防を挟んで北側1連が避溢橋兼架道橋の河西北橋として残され、この橋と旧堤防までの3連は盛土構造に変更されたものと推定される。これらの工事は1932年（昭和7年）ごろに施工されたものと思われる。この短縮により、橋脚は27基、全長は478mとなった。
第二次世界大戦に際して戦時統制により、加太電気鉄道は南海鉄道に合併し、南海加太線となった。和歌山口駅も和歌山市駅の一部となった。この頃、住友金属和歌山製鉄所（現・日本製鉄関西製鉄所和歌山地区）が加太線の沿線に開所し、その原材料・製品・従業員などの輸送が要請された。しかし紀ノ川橋梁の輸送力は限界であり、南海本線の紀ノ川駅から加太線の東松江駅までを結ぶ貨物線の松江支線が建設され、1944年（昭和19年）10月1日に開通した。これにより貨車は南海本線の紀ノ川橋梁を経由して運行されるようになった。この間、1944年（昭和19年）6月1日に南海鉄道は関西急行鉄道と合併し、近畿日本鉄道となったが、第二次世界大戦後の1947年（昭和22年）6月1日に旧南海鉄道の事業を南海電気鉄道が承継し、再分離した。
貨物線だった松江支線は、1949年（昭和24年）10月1日に電化され、1950年（昭和25年）7月15日に旅客営業を開始した。これにより、和歌山市と東松江の間は、本線の紀ノ川橋梁と加太線の紀ノ川橋梁を経由する2通りのルートができた。
1950年（昭和25年）9月3日にジェーン台風が襲来した。これにより紀ノ川橋梁が損傷して営業が休止されたとする文献がいくつかあるが、実際には9月12日には南海全線で平常運転に戻っており、この時点では営業休止となっていない。ジェーン台風の後は、重量軽減のために本来4個取りつけられている電動機を2個に減らした電車が用意され、橋を徐行で通過していた。
しかし1953年（昭和28年）7月18日の水害で、第11橋脚が洗堀されて上流側に傾き、橋は使用不能となった。既に松江支線と本線の紀ノ川橋梁経由での加太線の運行が可能となっていた南海にとってこの橋を復旧する意味はなく、直ちに営業休止許可申請を行い、9月15日に許可された。1955年（昭和30年）2月15日付で、この区間は廃止となった。

### 道路橋への転用
紀ノ川橋梁が廃橋となった当時、北島橋の渋滞緩和が行政課題となっていたことから、この橋を道路橋に転用することが検討された。1956年（昭和31年）9月28日に、和歌山市議会で150万円でこの橋を買収する譲渡契約が承認された。続いて1957年（昭和32年）6月1日に市道路線として認定し、予算1000万円をかけて改築することが議決された。1957年（昭和32年）の改修工事では、橋脚の修理、嵩上げ部分を含む橋台の補強、鋼材による床版の設置、コンクリート舗装、欄干の設置、3か所の待避所の設置などが行われ、9月末に完成した。
1965年（昭和40年）9月18日、台風24号の襲来により河西橋は2か所で橋桁が流失し、橋桁に設置されていた工業用水の水道管も破断した。この際に、橋の流失に気づかなかったとみられるバイクが転落して、運転者が行方不明となる事故が起きている。1966年（昭和41年）4月19日に復旧工事の起工式が行われた。台風で2か所に分かれて3基ずつ橋脚が流失しており、さらに南側の6基、中央部の2基、北側の1基の計15基を撤去して、新たに6基の鉄筋コンクリート橋脚を建設した。7300万円を費やして、1967年（昭和42年）2月20日に復旧工事が完成した。この際に、水道管については鉄筋コンクリート橋脚で復旧された部分から左岸方向は上流側に分岐し、並行する形で新しい水道橋が架けられている。

### 新橋への架け替え工事
老朽化が進んだ河西橋について架け替えが検討され、2013年（平成25年）9月から設計業務の入札が開始された。新橋梁は本橋梁の上流側に架設されることになり、全長は473m、幅員は6.8mとなる。総事業費は約61億6000万円を予定している。
2015年（平成27年）7月に下部工に着工し、ニューマチックケーソン工法により2020年（令和2年）6月に7基の橋脚が完成した。続いて桁の工事が2022年（令和4年）5月に完成し、これに伴い本橋梁の両岸に迂回路を設置した。今後は橋台の設置やアプローチの整備、橋面の工事などが行われ、2025年（令和7年）8月17日に供用を開始した。

### 年表
- 1913年（大正2年）
  - 9月5日：線路延長の工事方法申請[6]。
  - 10月13日：監第2196号により、当局が工事認可[6]。
- 1914年（大正3年）
  - 2月15日：紀ノ川橋梁起工式[6]。
  - 8月5日：橋脚工事完成[6]。
  - 9月7日：橋桁架設工事完了[6]。
  - 9月15日：竣工式[6]。
  - 9月17日：試運転実施[6]。
  - 9月23日：紀ノ川橋梁が開通し、加太軽便鉄道全通[6]。
- 1915年（大正4年）5月11日：紀ノ川橋梁を通過中の加太軽便鉄道加太行き列車(機関車1両、客車2両、緩急車1両)が全車、強風のため川に転落。職員が負傷した。当時の写真が残っている[31][7]。
- 1930年（昭和5年）
  - 12月1日：電化[21]。
  - 12月22日：電化に伴い社名が加太電気鉄道となる[32]
- 1942年（昭和17年）2月1日：加太電気鉄道が南海鉄道に合併し、南海鉄道加太線となる[22]。
- 1944年（昭和19年）
  - 6月1日：南海鉄道が関西急行鉄道と合併し、近畿日本鉄道となる[22]。
  - 10月1日：松江支線開通により、貨車の運行が本線の紀ノ川橋梁経由となる[21]。
- 1947年（昭和22年）6月1日：南海電気鉄道が旧南海鉄道の事業を承継して再分離する[22]。
- 1950年（昭和25年）9月3日：ジェーン台風により紀ノ川橋梁が被災し、以後電動機を減らした電車により徐行通過となる[23]。
- 1953年（昭和28年）
  - 7月18日：水害により橋脚が傾き、運休となる[25]。
  - 9月15日：和歌山市 - 北島間営業休止許可[25]。
- 1955年（昭和30年）2月15日 - 和歌山市 - 北島間が廃止。紀ノ川橋梁が廃橋となる[25]。
- 1956年（昭和31年）9月28日：紀ノ川橋梁の市への譲渡契約を和歌山市議会が承認[25]。
- 1957年（昭和32年）
  - 6月1日：河西橋の改修工事を市議会が承認[25]。
  - 9月末：河西橋改修工事完成[27]。
- 1965年（昭和40年）9月18日：台風24号で被災[9]。
- 1966年（昭和41年）4月19日：河西橋復旧工事起工式[9]。
- 1967年（昭和42年）2月20日：復旧工事完成[9]。
- 2014年（平成26年） - 本橋梁の老朽化に伴い、架け替え工事開始[33]。
- 2025年（令和7年）8月17日：（新）河西橋開通[3][34]。

## 周辺
- 和歌山市駅
- 北島橋（和歌山県道15号新和歌浦梅原線）
- 紀の川大橋（和歌山県道752号和歌山阪南線）
- 和歌山競輪場